# 菲律賓樹鼩
菲律賓樹鼩（學名Urogale everetti），是樹鼩科細尾樹鼩屬的唯一一種。分布在亞洲的菲律賓，由於棲息地的減少，目前處於瀕危狀態。